# اسکوئنتنا، آلاسکا
اسکوئنتنا (به انگلیسی: Skwentna) شهری در بخش ماتانوسکا-سوسیتنا، آلاسکا ایالت آلاسکا است که جمعیت آن در سرشماری سال ۲۰۰۰ میلادی ۱۱۱ نفر بوده‌است.